# Карлос Едуардо Рамон Саладрігас-і-Саяс
Карлос Едуардо Рамон Саладрігас-і-Саяс (ісп. Carlos Eduardo Ramón Saladrigas y Zayas; 13 жовтня 1900 — 15 квітня 1956) — кубинський політик, перший прем'єр-міністр Куби.

## Біографія
Був племінником президента Куби Альфредо Саяса. 1922 року здобув ступінь доктора цивільного права Гаванського університету. Після того працював нотаріусом.
1931 року заснував підпільну організацію, що виступала проти диктатури Херардо Мачадо, а 1932 року його делегували до Революційної ради, що діяла в Нью-Йорку. Того ж року він повернувся на Кубу та взяв участь у посередницькій конференції, яку провів Бенджамін Самнер Веллс, посол Сполучених Штатів у Гавані. Впродовж певного часу займався журналістикою, публікувався у виданнях Advance та Diario de la Marina.
Після падіння режиму Мачадо ввійшов до складу уряду країни. 1933 року очолив міністерство закордонних справ. 1936 року його призначили на посаду посла Куби у Великій Британії. У 1936—1940 роках був сенатором, очолював комісію Сенату з муніципальних справ.
Від 1940 до 1942 року обіймав посаду прем'єр-міністра, у лютому 1940 одночасно очолював міністерство оборони.
Наприкінці 1942 року став Надзвичайним і Повноважним послом Куби у Спеціальній місії, що мала на меті  укладання договорів про військове й економічне співробітництво між урядами Мексики та Куби.
1944 року балотувався на посаду президента Куби, але програв вибори Рамону Грау.
Після державного перевороту, що відбувся 10 березня 1952 року, та приходу до влади Фульхенсіо Батисти брав участь в організації Державної ради, потім обіймав посаду міністра праці.
Від 1955 року до кінця свого життя був міністром закордонних справ Куби.
Був тричі одружений, мав двох дітей.